# Neuendorf im Sande
Neuendorf im Sande è una frazione del comune tedesco di Steinhöfel, nel Land del Brandeburgo.

## Storia
Nel 2003 il comune di Neuendorf im Sande venne aggregato al comune di Steinhöfel.

## Monumenti e luoghi d’interesse
Chiesa (Dorfkirche)Costruzione in pietra eretta a metà del XIX secolo, con facciata occidentale dominata da una torre.

## Geografia antropica
Il territorio della frazione di Neuendorf im Sande comprende anche le località di Margaretenhof, Gutshof e Bahnhofsiedlung.